# Coleophora deauratella
Coleophora deauratella là một loài bướm đêm thuộc họ Coleophoridae. Nó được tìm thấy ở hầu hết châu Âu, cũng như Tiểu Á, Liban và Tasmania. Đây là loài được du nhập ở Bắc Mỹ.
Sải cánh dài 11–13 mm. Con trưởng thành bay từ tháng 6 đến tháng 7.
Ấu trùng ăn Trifolium pratense. Ấu trùng ăn hạt đang mọc.

## Hình ảnh

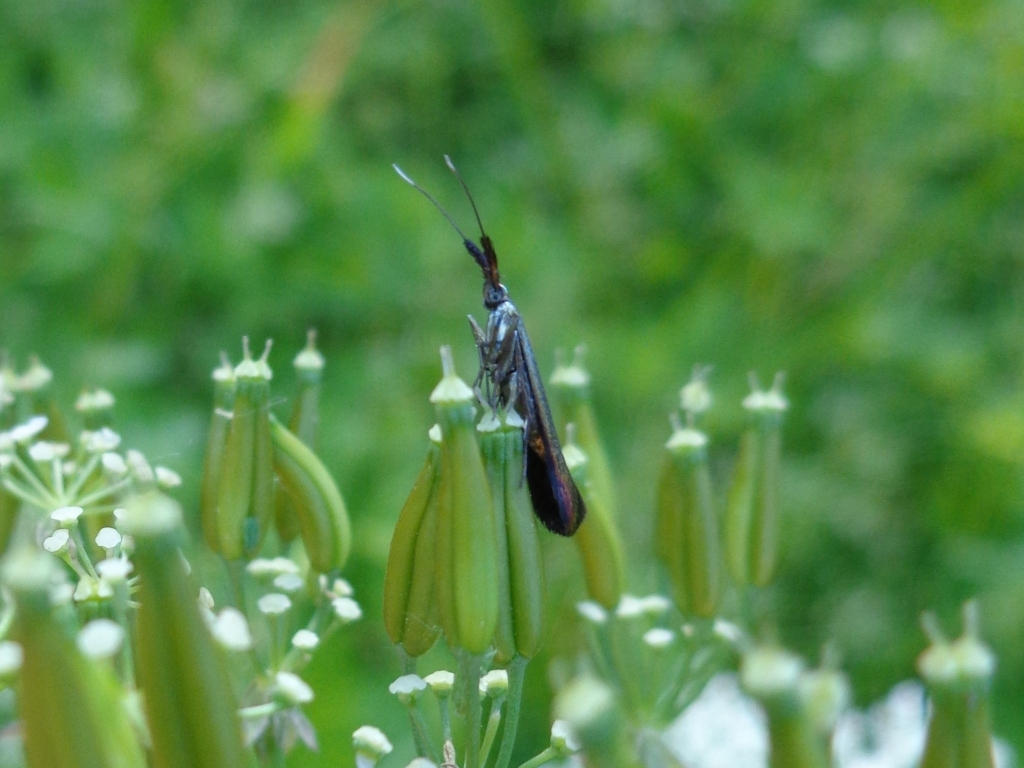
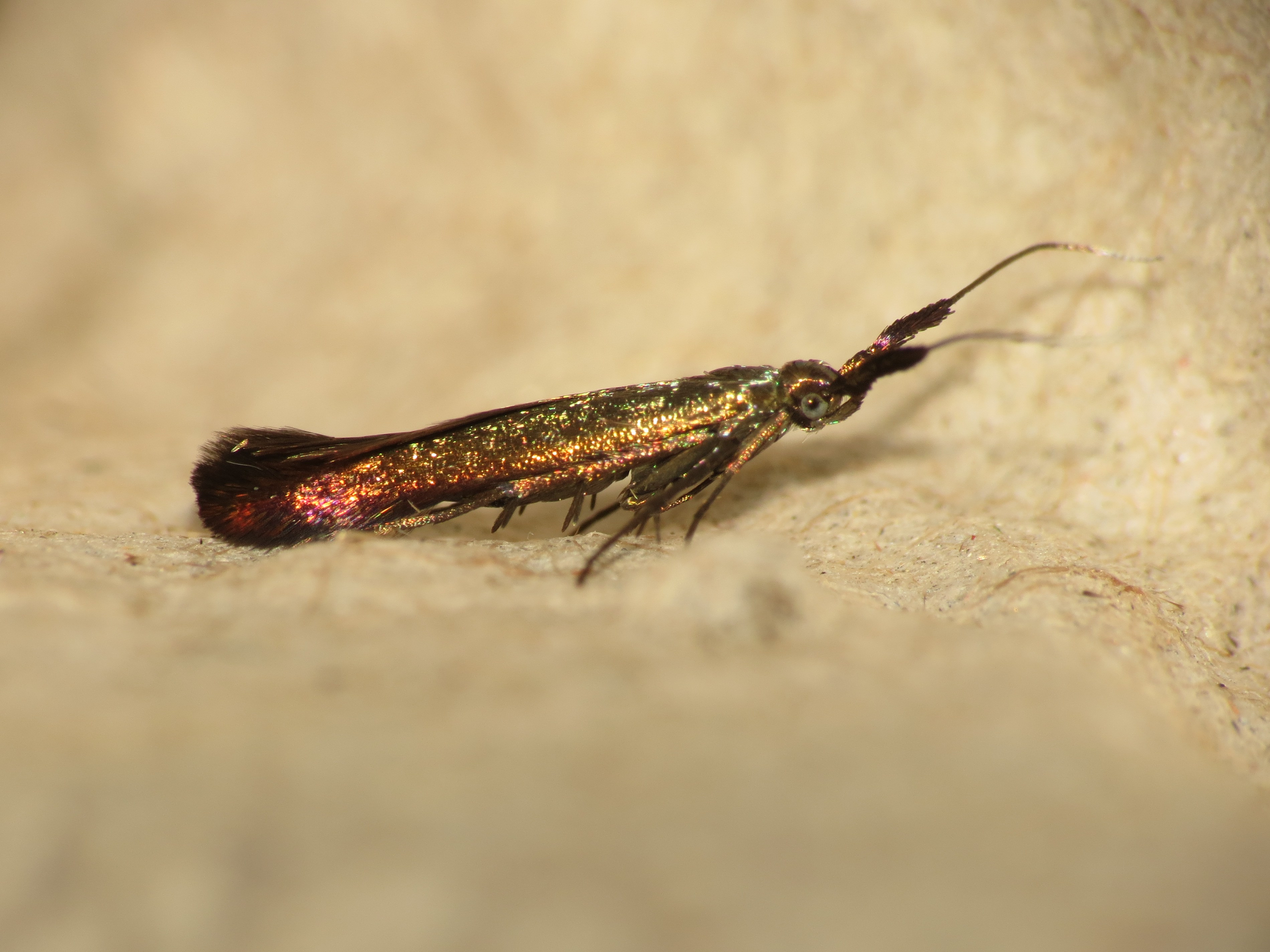